# 新圣帕尔杜
新圣帕尔杜（法語：Saint-Pardoux-le-Neuf，法語發音：[sɛ̃ paʁdu lə nœf]）是法国科雷兹省的一个市镇，与旧圣帕尔杜相邻，属于于塞勒区。

## 地理
新圣帕尔杜（45°36'50"N, 2°19'43"E）面积10.54 平方千米，位于法国新阿基坦大区科雷兹省，该省份为法国中南部省份，北起上维埃纳省和克勒兹省，西接多爾多涅省，南至洛特省，东临多姆山省和康塔爾省。
与新圣帕尔杜接壤的市镇（或旧市镇、城区）包括：艾克斯、库尔泰、利尼亚雷、圣雷米、于塞勒。

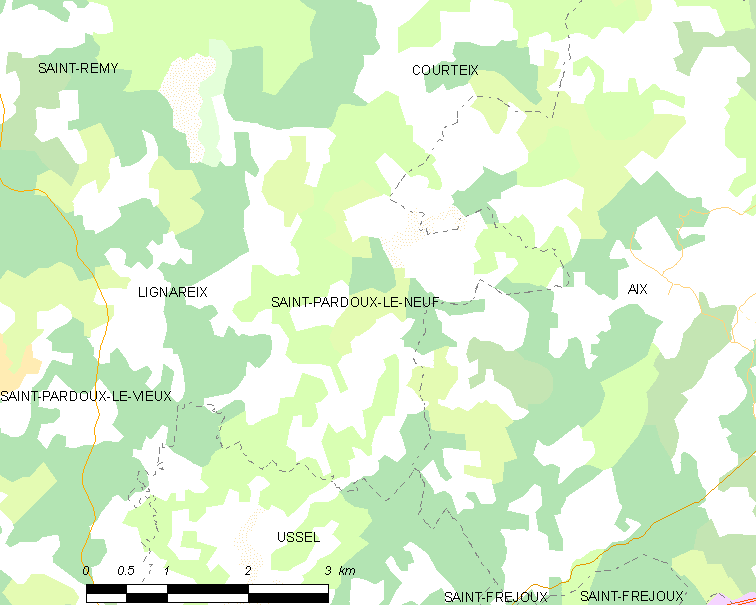
新圣帕尔杜的OSM定位图

新圣帕尔杜的时区为UTC+01:00、UTC+02:00（夏令时）。

## 行政
新圣帕尔杜的邮政编码为19200，INSEE市镇编码为19232。

## 政治
新圣帕尔杜所属的省级选区为于塞勒县。

## 人口

1962-2008年间新圣帕尔杜人口变化图示

新圣帕尔杜于2022年1月1日时的人口数量为81人。